# The Dreadnaught Factor
The Dreadnaught Factor is een futuristisch actiespel uit 1983. Het spel is ontwikkeld door Cheshire Engineering en uitgebracht door Activision voor de Atari 5200, Atari 8 bit-familie en de Intellivision. The Dreadnaught Factor is ontworpen door Tom Loughry en is een singleplayerspel.

## Gameplay
De speler neemt zijn entree in een klein ruimteschip dat de naam Novaray Hyperfighter draagt. Hiermee moet men de zogenaamde Dreadnaughts aanvallen, de zwaarste gepantserde ruimteschepen in het universum. Deze Dreadnaughts zijn op weg naar de thuisplaneet van de speler, waar ze door het energieveld willen komen en daarna de planeet willen opblazen. Aan de speler de taak om deze ruimteschepen te stoppen. Het spel bevat verschillende moeilijkheidsgraden, deze variëren van Basic tot You've Got to Be Kidding.

## Platform
- Atari 5200 (1984)
- Atari 8-bit (1984)
- Intellivision (1983)